# Carlo Parisi (magistrato)
Carlo Parisi (Macchia di Giarre, 26 agosto 1883 – Roma, 12 febbraio 1931) è stato un magistrato, giurista e poeta italiano.

## Biografia
Carlo Parisi nacque a Macchia di Giarre il 26 agosto 1883 da famiglia benestante. Frequentò ad Acireale il Ginnasio e il Liceo presso l'Istituto "San Michele" retto dai Padri Filippini. Sin dagli anni giovanili mostrò un vivo amore per la poesia, annotando nei suoi quaderni scolastici le sue prime composizioni.
Nell'autunno del 1900, dopo aver conseguito la maturità classica, lasciò la Sicilia e si trasferì a Roma per proseguire gli studi presso la facoltà di Giurisprudenza.
Tra il 1901 e il 1902, appena diciottenne, pubblicò, durante i suoi rientri in Sicilia, alcuni suoi componimenti nel settimanale politico letterario D'Artagnan, diretto dal giovane Nino Martoglio.
Nel 1905 conseguì la laurea in Giurisprudenza e nello stesso anno diede alle stampe la sua prima monografia giuridica.
Nell'aprile del 1909 entrò nei ruoli della Magistratura iniziando la propria carriera dapprima in vari mandamenti della Pretura di Roma, quindi, dal 1912, promosso giudice, come componente della I sezione civile del Tribunale di Roma.
Dal 1915, iniziò la carriera amministrativa al Ministero di Grazia e Giustizia.
Dopo vari anni di relativo silenzio poetico, pubblicò la sua prima raccolta di poesie dal titolo Le Città bionde - Visioni d'arte della Sicilia (Roma, 1924) la quale consta di 85 componimenti. Il sonetto è la forma maggiormente adoperata per decantare le lodi delle città siciliane, rifacendosi a schemi compositivi del Pascoli e del D'Annunzio.
Taormina, abituale luogo di residenza del poeta, è la fonte d'ispirazione privilegiata per raccontare una sicilianità epica intrisa di classicismo in cui storia e leggenda si intrecciano. Spiccano inoltre, per i ricordi dell'infanzia e dell'adolescenza, alcune liriche dedicate a Macchia, suo paese natale e Milo, meta prediletta di villeggiatura.
Passati cinque anni da Le città bionde, vide la luce una seconda raccolta di liriche: Canti (Foligno, 1929), nella quale il poeta, superando le forme e i modelli dannunziani raggiunge una più grande ricchezza di moduli espressivi, contrapponendo stati d'animo "crepuscolari" ed una rinnovata sensibilità religiosa.
Si ha notizia dell'esistenza di un'ultima raccolta, I Canti di Milo con prefazione di Giuseppe Ungaretti, più volte annunciata dallo stesso poeta ma mai data alle stampe a causa della morte prematura avvenuta a Roma il 12 febbraio 1931.